# Hank Conger
Pour les articles homonymes, voir Conger.
Hyun Choi Conger, surnommé Hank et né le 29 janvier 1988 à Federal Way, État de Washington, États-Unis, est un ancien joueur de baseball américain de descendance coréenne. Il évoluait comme receveur dans la Ligue majeure de baseball.

## Carrière

### Angels de Los Angeles

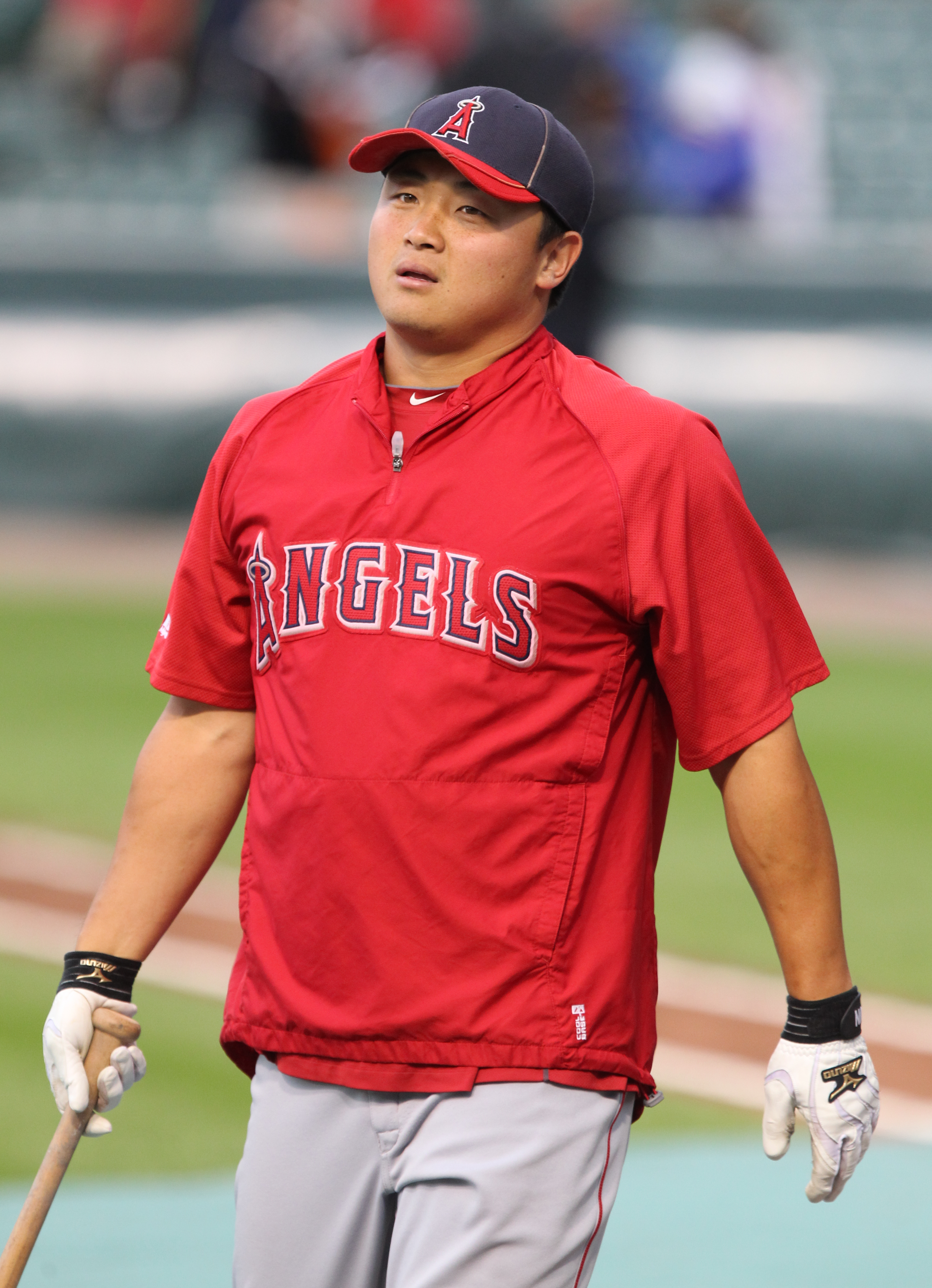
Hank Conger en 2011 avec les Angels de Los Angeles.

Hank Conger est le choix de première ronde des Angels de Los Angeles d'Anaheim en 2006. Conger est le 25e joueur repêché lors de cette séance du repêchage amateur et les Angels ont la possibilité de la choisir après avoir reçu un choix de premier tour des Indians de Cleveland en compensation de la signature par ceux-ci du joueur autonome Paul Byrd.
En 2010, Conger est classé meilleur joueur d'avenir des Angels par Baseball America.
Conger fait ses débuts dans les majeures avec les Angels le 11 septembre 2010, dans un match opposant son équipe aux Mariners de Seattle. C'est le 15 septembre qu'il réussit son premier coup sûr dans les grandes ligues, réussissant un simple bon pour deux points face au lanceur des Indians, Jeanmar Gomez, à Cleveland. Conger joue 59 parties avec les Angels en 2011. Il réussit 6 circuits et produit 19 points. Son premier circuit en carrière est réussi aux dépens du lanceur Jeff Niemann des Rays de Tampa Bay le 5 avril.
Limité à 7 matchs des Angels en 2012, Conger en dispute 92 en 2013 et frappe 7 circuits, produit 21 points et maintient une moyenne au bâton de ,249. Toujours dans le rôle de substitut à Chris Iannetta, il entre en jeu dans 80 matchs des Angels en 2014 et frappe pour ,221 avec 4 circuits et 25 points produits.

### Astros de Houston
Le 5 novembre 2014, les Angels échangent Conger aux Astros de Houston contre le lanceur droitier Nick Tropeano et le receveur des ligues mineures Carlos Pérez. Le receveur substitut de Jason Castro frappe 11 circuits en 73 matchs des Astros en 2015.

### Rays de Tampa Bay
Les Astros vendent aux Rays de Tampa Bay le contrat de Conger le 2 décembre 2015.

## Vie personnelle
Le grand-père de Hyun Choi Conger, un natif de l'État de la Georgie, l'a surnommé Hank alors qu'il était enfant, en hommage au légendaire joueur de baseball Hank Aaron.